# Yuan Meiqing
Yuan Meiqing (chiń. 苑美庆; pinyin Yuàn Měiqìng; ur. 1 maja 1993) – chińska pięściarka, mistrzyni świata amatorek. 
Występuje w kategorii do 81 kg. Zdobywczyni złotego medalu mistrzostw świata w 2012 roku w Qinhuangdao.